# St. Johannes Nepomuk (Bökendorf)

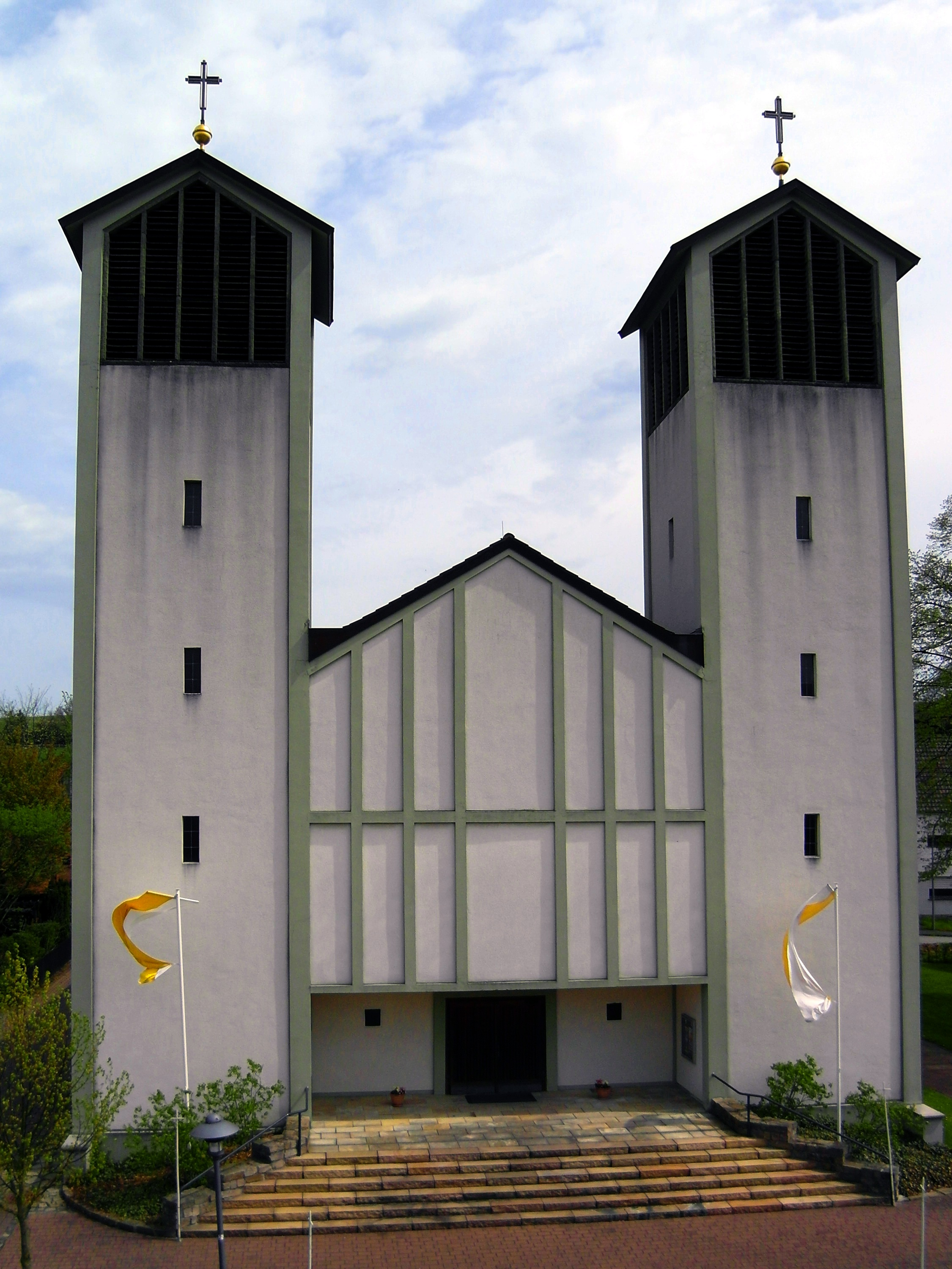
Gesamtansicht der Westfassade, 2012

Die römisch-katholische Pfarrkirche St. Johannes Nepomuk befindet sich in Bökendorf, einem Ortsteil der Stadt Brakel im Kreis Höxter in Nordrhein-Westfalen. Sie wurde von 1962 bis 1964 erbaut und hat viele Kunstgegenstände des Vorgängerbaus, einer Saalkirche von 1828, übernommen. Neben der basilikalen Gestalt des Langhauses erinnern vor allem die beiden Türme an das Westwerk von Corvey; sie sind Annette von Droste-Hülshoff und Friedrich Wilhelm Weber gewidmet, die beide mit Bökendorf verbunden waren.

## Geschichte
Die Gemeinde Bökendorf errichtete 1728/30 eine erste hölzerne Kapelle. Da 1729 das Jahr der Heiligsprechung des heilihen Johannes Nepomuk war, wurde er Patron der Kirche. Dies geschah wahrscheinlich auf Betreiben der Corveyer Mönche und der Deutschböhmen, die sich in dieser Zeit auch in Bökendorf niederließen und die Glasbläserkunst im Weserbergland verbreiteten.

## Ausstattung
In der Kirche finden sich einige Tafelgemälde aus der Barockzeit, ein Gemälde, das die Beweinung Christi zeigt, sowie eine Darstellung des letzten Abendmahls aus dem 16. Jahrhundert.
Die Bildfenster wurden 1963–1964 von Richard Süßmuth entworfen. Sie zeigen in den Seitenschiffen die Stationen des Kreuzwegs. Im Obergaden des Mittelschiffs sind Szenen aus der Christianisierung der Region dargestellt. Jedem Bild ist eine dazu passende Strophe aus Friedrich Wilhelm Webers Versepos Dreizehnlinden beigegeben. Bökendorf gilt als Vorbild für den Ort Bodinkthorpe in Dreizehnlinden.